# Joseph Hartogensis

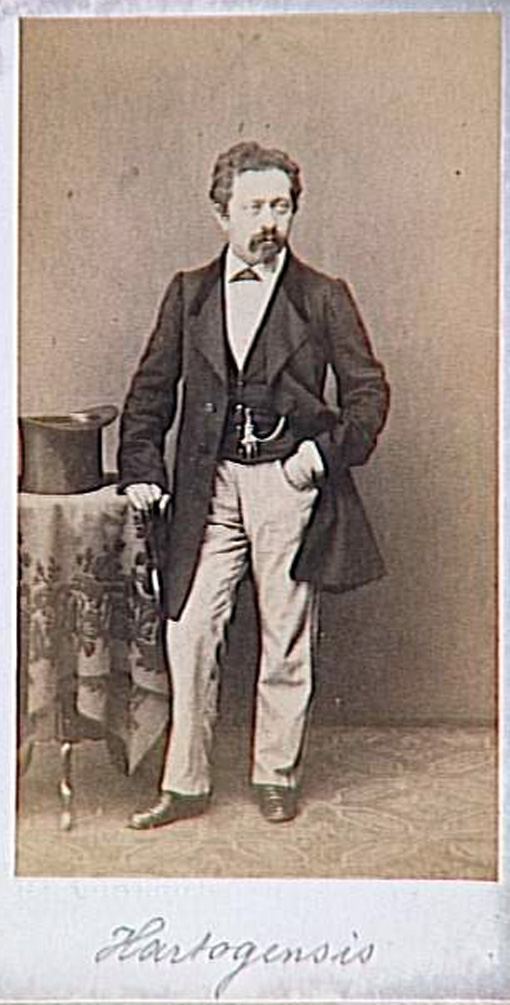
Joseph Hartogensis, Foto von Arnold Overbeck, Gebr. G. & A. Overbeck in Düsseldorf

Joseph Bernardzoon Hartogensis (* 7. Mai 1822 in ’s-Hertogenbosch; † 16. Juli 1865 in Düsseldorf) war ein niederländischer Maler und Grafiker.

## Leben

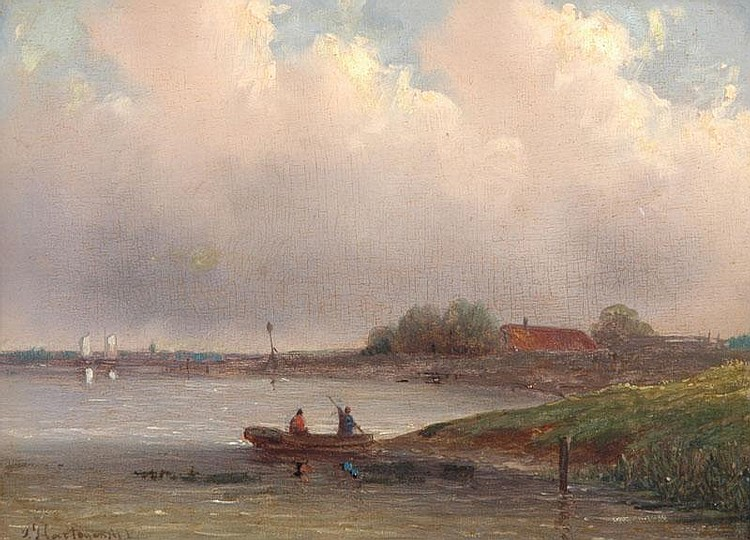
Flusslandschaft

Hartogensis war der Sohn des ’s-Hertogenboscher Rechtsanwalts Bernardus Hartogensis, eines Stifters der Synagoge von ’s-Hertogenbosch, und dessen aus Deutschland gebürtiger Ehefrau Rebecca Cassel. Mit fünfzehn Jahren erhielt er ersten Zeichenunterricht bei dem Maler Dominicus Franciscus du Bois (1800–1840) an der Koninklijke Academie voor Kunst en Kunstnijverheid seiner Geburtsstadt. Nach dem Tod seines Lehrers zog er nach Den Haag, wo er zwei Jahre bei Salomon Leonardus Verveer in die Lehre ging. 1842 ging er nach Kleve, um Schüler im Zeichen-Collegium des niederländischen Landschaftsmalers Barend Cornelis Koekkoek zu werden. 1842 bis 1847 reiste er durch Belgien und Deutschland. In den Jahren 1845 bis 1847 bildete er sich in Antwerpen, Brüssel, Namur und Dinant fort. Nach der Rückkehr von dieser Reise wurde er drei Jahre Mitglied des Haagsche Etsclub, des Haager Radierclubs. 1849 ließ sich Hartogensis in Düsseldorf nieder und verkehrte im Milieu der Düsseldorfer Malerschule. Bis 1853 behielt er seinen Wohnsitz dort, jedoch unternahm er ausgedehnte Reisen an den Rhein und die Mosel, nach Salzburg, Tirol und Vorarlberg, 1850 auch nach München, wo er Mitglied der Stubenvoll-Gesellschaft wurde, einer Vorläuferin der Münchner Künstlergenossenschaft. 1852 trat Hartogensis außerdem dem Haager Künstlerverein Pulchri Studio bei. 1854 hielt er sich in der Gegend von Zaltbommel auf. 1857 wohnte er einige Zeit bei seinem Schwager in Rotterdam, dem Zeichenlehrer Jacobsen, der seine ältere Schwester Dorothea Hartogensis (1820–1898) geheiratet hatte. 1857/1858 wohnte er vorübergehend in München, seit 1858 wieder in Düsseldorf, wo er 1860 dem Künstlerverein Malkasten beitrat. Seit den 1850er Jahren von Niedergeschlagenheit geplagt ertränkte er sich am 16. Juli 1865 im Rhein.
Zu den Künstlern, mit denen Hartogensis Kontakte pflegte, gehörten Jan Weissenbruch und Johannes Bosboom. Ab 1845 beteiligte er sich an Ausstellungen in Amsterdam, Bremen, Brüssel, Den Haag und anderen Orten.
Hartogenis malte kleinformatige, mit Staffagefiguren belebte Landschaften seiner Heimat, vorzugsweise spätromantische Fluss- und Küstenlandschaften und Marinen, Darstellungen nach dem Schema der Paysage intime mit pittoreskem Genre-Repertoire wie Ruinen, Spaziergänger, Ruderboote. Nach Reisen in den Alpenraum zählten Gebirgslandschaften zu seinen Motiven. Belegt sind auch Gemeinschaftsarbeiten mit dem Maler David Bles, der ebenfalls zu seinen Freunden zählte.

## Werke (Auswahl)
- Alte Kirche an vereistem Fluss mit Schlittschuhläufer, 1848
- Riviergezicht, 1856
- Romantische Landschaft, 1859
- Winter in Holland
- A Tyrolean couple strolling before a mountain range
- A Tyrolean lake by twilight